# Jag är en förrymd kedjefånge
Jag är en förrymd kedjefånge (originaltitel: I Am a Fugitive from a Chain Gang) är en amerikansk kriminal-dramafilm från 1932 i regi av Mervyn LeRoy. I filmen spelar Paul Muni en man som blir oskyldigt dömd för medverkan i ett rån och blir dömd till att vara kedjefånge. Filmen finns sedan 1991 upptagen i amerikanska National Film Registry.

## Rollista
- Paul Muni - James Allen
- Glenda Farrell - Marie Woods
- Helen Vinson - Helen
- Noel Francis - Linda
- Preston Foster - Pete
- Allen Jenkins - Barney Sykes
- Berton Churchill - domare
- Edward Ellis - Bomber Wells
- David Landau - fångvaktaren
- Hale Hamilton - Robert Allen
- Sally Blane - Alice
- Willard Robertson - styrelseordförande
- Robert Warwick - Fuller